# Roystonea borinquena
Roystonea borinquena är en enhjärtbladig växtart som beskrevs av Orator Fuller Cook. Roystonea borinquena ingår i släktet Roystonea och familjen Arecaceae. Inga underarter finns listade i Catalogue of Life.

## Bildgalleri

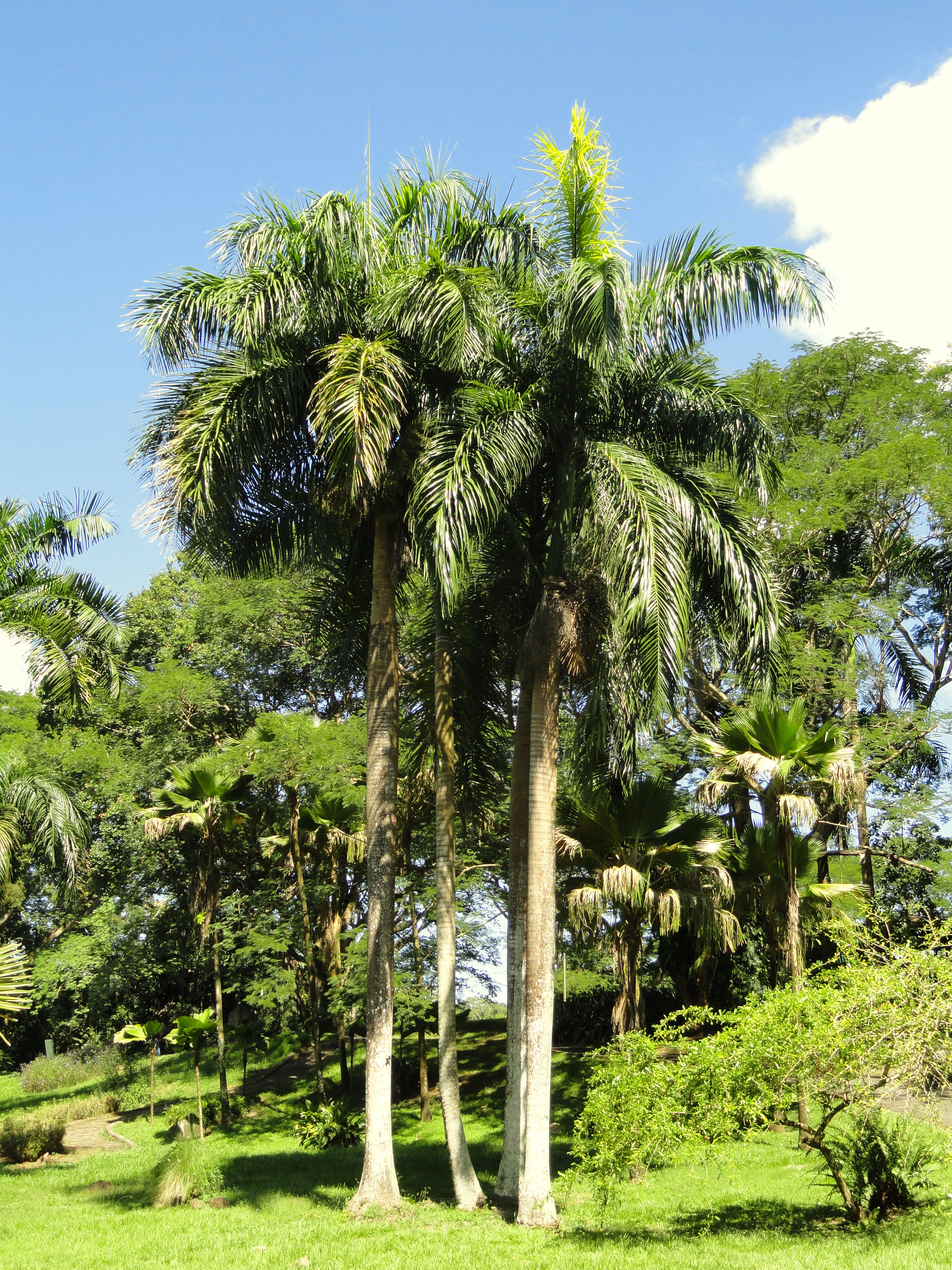